# Kyseliny

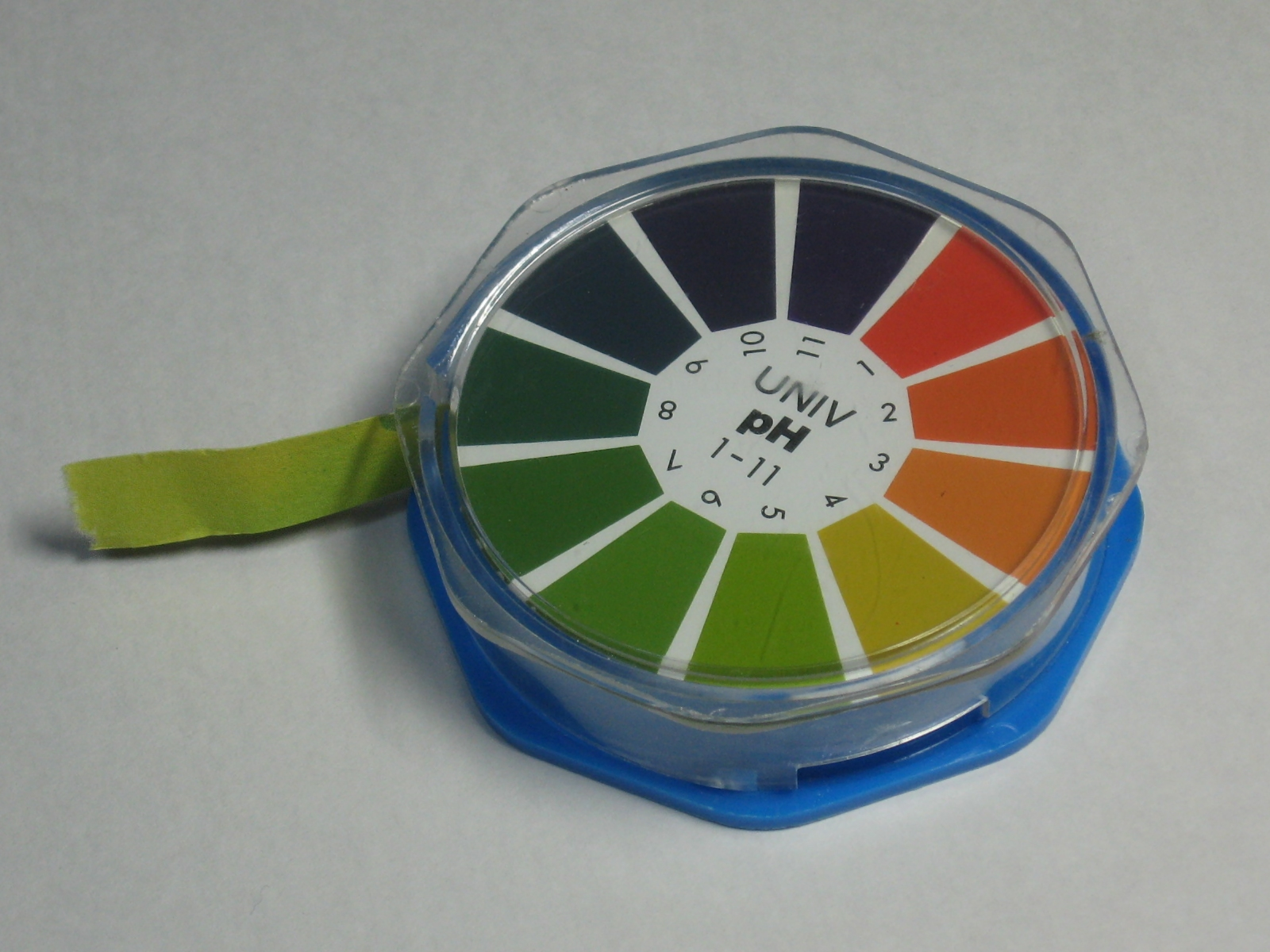
pH indikátorový papír

Kyseliny jsou chemické látky, jejichž molekuly ve vodě disociují na vodíkové kationty a anionty kyseliny.
Kyselost, řidčeji označovaná termínem acidita, se měří například lakmusovým papírkem.

## Teorie kyselin a zásad
Existuje několik teorií definujících pojmy kyselina a zásada. Nejčastěji se používají tři: Arrheniova, Brønsteova–Lowryho a nejobecnější Lewisova.

### Arrheniova teorie
Tato teorie byla formulována roku 1887 Arrheniem. Ten vycházel z předpokladu, že kyseliny a zásady jsou schopné v roztoku disociovat (tzn. jedná se o elektrolyty). Jako kyseliny byly definovány látky, které jsou schopné odštěpit svůj proton podle rovnice:
HA ⇌ H+ + A−
Velkou nevýhodou této teorie bylo, že nebrala v úvahu funkci rozpouštědla.

### Brønstedova–Lowryho teorie
Tuto teorii formulovali v roce 1923 Brønsted a Lowry. Rozšířili Arrheniovu teorii o následnou solvataci uvolněných protonů molekulami rozpouštědla:
H+ + H2O ⇌ H3O+
Teorie se tedy týkala pouze protických rozpouštědel. Jako kyseliny byly definovány látky, které jsou schopné být donory protonu (jeví pozorovatelnou snahu odštěpit vlastní proton). Zásady jsou naopak akceptory protonu. Např. v následující dvojici reakcí vystupuje voda jednou jako kyselina a podruhé jako zásada:
RNH2 + H2O ⇌ RNH3+ + OH−
HCN + H2O ⇌ CN− + H3O+

### Solvoteorie
Tuto teorii formulovali v roce 1954 Gutmann a Lindqvist jako rozšíření Brønstedovy teorie pro aprotická rozpouštědla. Základním požadavkem této teorie je autoionizace rozpouštědla.
Kyseliny jsou potom látky, které při interakci s rozpouštědlem zvyšují koncentraci kationtů produkovaných autoionizací rozpouštědla. Např. roztok hydrogensíranu v kapalném amoniaku se chová jako kyselina:
2 NH3 ⇌ NH4+ + NH2− (autoionizace)
HSO4− + NH3 ⇌ NH4+ + SO42−

### Lewisova teorie
Tato teorie je nejobecnější, lze ji aplikovat i na sloučeniny, které neobsahují kyselý proton. Jako kyselinu definuje každou částici, která je akceptorem elektronových párů. Mezi tyto částice patří: kationty, molekuly s násobnými vazbami na centrálním atomu, molekuly s volnými d-orbitaly na centrálním atomu nebo elektronově deficitní molekuly. Tyto částice jsou schopny přijmout volný elektronový pár jiné částice (báze), tím se vytvoří donor-akceptorní vazba. Jako kyseliny lze tedy chápat všechny elektrofilní částice, např. fluorid boritý, chlorid železitý nebo síranový anion.
Tato teorie se využívá především při objasňování reakčního mechanismu.

## Dělení kyselin
Existují dva základní způsoby, podle kterých lze dělit jednotlivé kyseliny.
- Podle chemického složení
  - kyslíkaté a bezkyslíkaté kyseliny - podle přítomnosti atomu kyslíku v aniontu
  - organické a anorganické kyseliny
- Podle pH - v závislosti na disociační konstantě se kyseliny dělí na slabé, středně silné a silné

### Karboxylové kyseliny
Skupinu karboxylových kyselin tvoří velké množství kyselin, v nichž je vždy obsažen uhlík, vodík, kyslík, někdy dusík, síra či halogeny. Všechny tyto kyseliny spadají do organické chemie, jsou charakteristické svojí karboxylovou skupinou COOH. Pokud obsahují aminovou skupinu NH2, jedná se o aminokyseliny.

## Síla kyselin
Sílu kyseliny lze kvalifikovat pomocí disociační konstanty. Podle velikosti disociační konstanty se rozlišují slabé kyseliny, středně silné kyseliny a silné kyseliny. Kyseliny silnější než je kyselina sírová jsou superkyseliny.